# 1295

## Události
- založena Plzeň
- korunovace Přemysla Velkopolského
- první zmínka o Pardubicích
- první zmínka o tvrzi v Tuchorazi

## Vědy a umění
- Marco Polo se vrátil ze svých cest po Asii zpět do Benátek a dovezl ságo

## Narození
- ? – Kateřina Habsburská (1295–1323), kalábrijská vévodkyně, dcera římského krále Albrechta I. († leden 1323)
- ? – Vital z Assisi, italský katolický světec († 31. května 1370)
- ? – Smil III. z Lichtenburka, český šlechtic († 1310–14)

## Úmrtí
- 2. ledna – Anežka Bádenská, vévodkyně korutanská a hraběnka z Heunburgu (* 1249)
- 3. května – Robert VI. de Brus, skotský šlechtic a regent (* 1220)
- 12. srpna – Karel Martel z Anjou, princ ze Salerna a titulární uherský král (* 1271)
- 8. srpna – Ottone Visconti, arcibiskup milánský, zakladatel moci rodiny Visconti (* 1207)
- 1. listopadu – Menhard II. Tyrolský, hrabě gorický a tyrolský (* 1238)
- 20. prosince – Markéta Provensálská, francouzská královna jako manželka Ludvíka IX. (* 1221)
- 21. prosince – Erik Braniborský, magdeburský arcibiskup (* kolem 1245)
- Sancho IV. Kastilský, král Kastilie, Leónu a Galicie (* 1257/1258)
- ? – Kuna ze Zbraslavi a Kunštátu, moravský šlechtic (* 1220 až 1225)

## Hlava státu
Jižní Evropa
- Iberský poloostrov
  - Portugalské království – Dinis I. Hospodář
  - Kastilské království – Sancho IV. Kastilský / Ferdinand IV. Kastilský
  - Aragonské království – Jakub II. Spravedlivý
- Itálie
  - Papežský stát – Bonifác VIII.
  - Benátská republika – Pietro Gradenigo
  - Milánské panství – Matteo I. Visconti

Západní Evropa
- Francouzské království – Filip IV. Sličný
- Anglické království – Eduard I.
- Skotské království – Jan Balliol

Severní Evropa
- Norsko – Erik II. Magnusson
- Švédsko – Birger Magnusson
- Dánsko – Erik VI. Dánský

Střední Evropa
- Svatá říše římská – Adolf Nasavský
  - České království – Václav II.
  - Moravské markrabství – Václav II.
  - Holandské hrabství – Floris V., Bůh rolníků
- Polská knížectví – Václav I. Český
- Uherské království – Ondřej III.

Východní Evropa
- Litevské velkoknížectví – Butvydas (1291–1295) – Vytenis (1295–1316)
- Moskevské knížectví – Daniil Alexandrovič
- Bulharské carství – Smilec
- Byzantská říše – Andronikos II. Palaiologos

Blízký východ a severní Afrika
- Osmanská říše – Osman I.
- Kyperské království – Jindřich II.
- Mamlúcký sultanát – Al-Málik An-Násir Muhammad ibn Kalaún